# リヨン都市共同体

2011年のグラン・リヨン。赤い部分はリヨン市

リヨン都市共同体またはグラン・リヨン（Le Grand Lyon）は、フランスの都市共同体の1つ。

## 沿革
ボルドー、リール、ストラスブールの各都市共同体と同様に、1966年12月31日法によって1969年1月1日に誕生した。
ローヌ県内にあるリヨン周辺の都市圏コミューンで構成される。人口においては、フランスにあるコミューン間協力公施設法人（fr、EPCI）中最大である。旧名はCOmmunauté URbaine de LYonのイニシャルから付けられたCOURLYである。1990年より正式にグラン・リヨンと改名された。共同体長はリヨン市長が務める。グラン・リヨンの予算は2009年度で1.6億ユーロに達した。
グラン・リヨンは2014年12月31日をもって廃止され、メトロポール・ド・リヨンに改編された。

## 人口統計
| 1968年    | 1975年    | 1982年    | 1990年    | 1999年    | 2006年    | 2007年    | 2010年    |
| --------- | --------- | --------- | --------- | --------- | --------- | --------- | --------- |
| 1 075 927 | 1 151 158 | 1 134 707 | 1 161 962 | 1 193 384 | 1 248 201 | 1 260 348 | 1 310 000 |

## 構成するコミューン
| - アルビニー＝シュル＝ソーヌ（fr:Albigny-sur-Saône） - ブロン - カイルー＝シュル＝フォンテーヌ（fr:Cailloux-sur-Fontaines） - カリュイール＝エ＝キュイール - シャンパーニュ＝オ＝モンドール（fr:Champagne-au-Mont-d'Or） - シャルボニエール＝レ＝バン（fr:Charbonnières-les-Bains） - シャルリ（Charly） - シャッシュー（fr:Chassieu）38 - コロンジュ＝オ＝モンドール（fr:Collonges-au-Mont-d'Or） - コルバ（fr:Corbas）38 - クゾン＝オ＝モンドール（fr:Couzon-au-Mont-d'Or） - クラポンヌ（fr:Craponne） - キュリ＝オ＝モンドール（fr:Curis-au-Mont-d'Or） - ダルディイー（fr:Dardilly） - デシーヌ＝シャルピュー38 - エキュリー（fr:Écully） - フェザン（fr:Feyzin）38 - フルリュー＝シュル＝ソーヌ（fr:Fleurieu-sur-Saône） - フォンテーヌ＝サン＝マルタン（fr:Fontaines-Saint-Martin） - フォンテーヌ＝シュル＝ソーヌ（fr:Fontaines-sur-Saône） | - フランシュヴィル（Francheville） - ジュネー（Genay）01 - ジヴォール（fr:Givors） - グリニー（Grigny） - イリニー（fr:Irigny） - ジョナージュ（fr:Jonage）38 - リモネ（fr:Limonest） - リシュー（fr:Lissieu） - リヨン - マルシー＝レトワール（fr:Marcy-l'Étoile） - メイジュー38 - ミオン（fr:Mions）38 - モンタネー（fr:Montanay）01 - ラ・ミュラティエール（fr:La Mulatière） - ヌーヴィル＝シュル＝ソーヌ（fr:Neuville-sur-Saône） - ウラン - ピエール＝ベニト（fr:Pierre-Bénite） - ポレミュー＝オ＝モンドール（fr:Poleymieux-au-Mont-d'Or） - ロシュタイエ＝シュル＝ソーヌ（fr:Rochetaillée-sur-Saône） - リリュー＝ラ＝パプ01 | - サン＝シル＝オ＝モンドール（fr:Saint-Cyr-au-Mont-d'Or） - サン＝ディディエ＝オ＝モンドール（fr:Saint-Didier-au-Mont-d'Or） - サント＝フォワ＝レ＝リヨン - サン＝フォン（fr:Saint-Fons） - サン＝ジュニ＝ラヴァル（fr:Saint-Genis-Laval） - サン＝ジュニ＝レゾリエール（fr:Saint-Genis-les-Ollières） - サン＝ジェルマン＝オ＝モンドール（fr:Saint-Germain-au-Mont-d'Or） - サン＝プリエスト38 - サン＝ロマン＝オ＝モンドール（fr:Saint-Romain-au-Mont-d'Or） - サトネー＝カン（fr:Sathonay-Camp）01 - サトネー＝ヴィラージュ（fr:Sathonay-Village）01 - ソレーズ（fr:Solaize）38 - タサン＝ラ＝ドゥミ＝リュヌ（fr:Tassin-la-Demi-Lune） - ラ・トゥール＝ド＝サルヴァニー（fr:La Tour-de-Salvagny） - ヴォー＝アン＝ヴラン - ヴェニシュー - ヴェルネゾン（fr:Vernaison） - ヴィルールバンヌ |
| 01 1967年までアン県に属していたコミューン 38 1967年までイゼール県に属していたコミューン リリュー＝ラ＝パプは1972年にリリューとクレピュー＝ラ＝パプが合併して誕生したコミューン。 | | |